# Geraldesia polygonarum
Geraldesia polygonarum är en tvåvingeart som beskrevs av Wunsch 1979. Geraldesia polygonarum ingår i släktet Geraldesia och familjen gallmyggor.
Artens utbredningsområde är Colombia. Inga underarter finns listade i Catalogue of Life.